# Tipula (Vestiplex) churchillensis
Tipula (Vestiplex) churchillensis is een tweevleugelige uit de familie langpootmuggen (Tipulidae). De soort komt voor in het Nearctisch gebied.